# سالومائو صالحه
سالومائو صالحه (عربی: سالوماو مزود صالحة؛ زادهٔ ۲۴ نوامبر ۱۹۷۲) بازیکن فوتبال اهل برزیل-لبنان بود.
از باشگاه‌هایی که در آن بازی کرده‌است می‌توان به باشگاه ورزشی صفا اشاره کرد.
وی همچنین در تیم ملی فوتبال لبنان بازی کرده‌است.